# Софи Џенџембер Андерсон
Софи Џенџембр Андерсон (енгл. Sophie Gengembre Anderson; Париз, 1823 — Фалмут, 10. март 1903) била је британска уметница рођена у Француској која се специјализовала за сликање деце и жена, најчешће у руралним срединама.

## Биографија
Софи је рођена у Паризу као кћерка француског уметника и архитекте Чарлса Антона Колумба Џенџембра и његове жене Енглескиње Хаберт. У детињству живела је у Паризу, где је отац радио са разним уметницима. Имала је два брата, Филипа и Хенрија. Са седамнаест година почела је да се интересује за сликарство када је упознала једног путујућег сликара. Најпре је била самоука, али је 1843. почела да учи сликање портрета код Чарлса де Стибена. Убрзо након што је започела студије, отишла је у Русију где је упознала многе жене уметнице и стекла је искуство. 
Избегавши револуцију, 1848, цела њена породица је напустила Француску и отишла у САД. Најпре су се населили у Синсинатију, у Охају, где је она упознала и свог будућег мужа, уметника Волтера Андерсона. Прву изложбу је одржала 1849. године у галерији Вестерн Арт Јунион. Тамо је изложила портрете и британске пејзаже сликане уљем на платну, а такође и три дела на којима је приказала Лондон у Викторијанском добу.
Даљи рад је продужила у сарадњи са будућим мужем Андерсоном на портретима протестантских владика, а и сама је паралелно сликала своје портрете.
С родитељима се преселила у Манчестер, у Пенсилванији, где је радила за хромолитографску фирму Луис Пранг & Компани. 
Године 1854. Софи се са супругом Волтером преселила у Лондон. Њен рад назван Једна америчка потрошачка корпа изложен је 1855. у друштву британских уметника. Рад је био посебно похваљен због композиције на слици и био је такође изложен на Краљевској академији. Излагала га је и у Питстбуршкој уметничкој асоцијацији 1859. и 1860, као и у Националној академији за дизајн 1863.
Због здравствених проблема с мужом се из Лондона у који је дошла 1863, преселила на острво Капри 1871. Место им је веома одговарало, имали су кућу са баштом, а Капри је била уметничка колонија у то време где су стварали многи уметници попут Фредерика Лејтона, Волтера Мекморена, Џона Сингера Сангтона, Едварда Александре Сејн, и Џина Берена. Софи је почела да црта у италијанском и неокласицистичком стилу, посебно портрете жена и деце. Између 1878. и 1887. излагала је у галерији Гросвенор. Њих двоје су се после преселили у Енглеску 1894, живели су и стварали у Фалмуту, а излагали у Лондону.
Софи је умрла 10. марта 1903. у кући у Фалмуту, а у истом месту је и сахрањена.
Софи Андерсон је била прва жена сликарка чији је рад купљен од стране државне институције. Њену слику Елена из 1871. купила је Коорпорација Ливерпул. Године 2008. је њена слика Без шетње данас продата по светски рекордној цени од милион фунти.

## Колекције
Радови Софи Андерсон налазе се у следећим колекцијама:
- Наполитански дечак, уље на платну, музеј и уметничка галерија New Walk, Лејчестершир[4]
- Наполитанска девојчица, Уметничка галерија и музеј у Лејчестерширу
- Девојка са цвећем са острва Капри и Наполитанска девојка, Уметничка галерија и музеј Russell-Cotes, Бурнемаут
- Карл Линакус, 1858, Краљевске ботаничке баште, Кју
- Елена 1870, Уметничка галерија Walker, Ливерпул
- Усвојене девојчице у капели Болнице за нахочад, Болница за нахочад, Лондон[4]
- Луси Гудман, 1849, приватна колекција[5]
- Портрет Сузане Ричардс 1850, колекција Невил-Штрас, језеро Мери, Флорида[6]
- Дечија књига прича, Уметничка галерија града Бирмингема[4]
- Наполитанац, Уметнилка галерија Еткинсон, Ланкашир
- Канаринац и Шехерезада, Уметничка галерија и музеј Валсал, Стафордшир[4]
- Песма и Деца у шуми, Уметничка галерија Волверхамптон, Стафордшир[4]

## Галерија
- Божићно време - „Гоблер је овде!"
- Портрет младе девојке
- Пастир Пипер
- Млада девојка намешта своју косу
- Еленор, Астолатова служавка Лили
- Љубав у измаглици
- Мала грлица
- Птичја песма
- Лице праведне жене
- Глава једне нимфе
- Спремна за бал
- Лилаксино време
- Пролећна лепота
- Њени омиљени љубимци